# منتخب ألمانيا للكرة اللينة للسيدات
منتخب ألمانيا للكرة اللينة للسيدات هو ممثل ألمانيا الرسمي في المنافسات الدولية في الكرة اللينة للسيدات .